# Phakopsora gossypii
Phakopsora gossypii är en svampart som först beskrevs av Gustaf Lagerheim, och fick sitt nu gällande namn av Hirats. 1955. Phakopsora gossypii ingår i släktet Phakopsora och familjen Phakopsoraceae.   Inga underarter finns listade i Catalogue of Life.